# إشا لاكاني
إشا لاكاني مواليد 29 أبريل 1985 في مومباي، هي لاعبة كرة مضرب هندية سابقة بدأت مسيرتها كمحترفة سنة 2001 وكانت تلعب باليد اليسرى. أعلى تصنيف لها في الفردي كان المركز الـ 291 في سنة 2008. أعلى تصنيف لها في الزوجي كان المركز الـ 371 في سنة 2008.

## روابط خارجية
- إشا لاكاني على موقع رابطة محترفات التنس (الإنجليزية)
- إشا لاكاني على موقع الاتحاد الدولي لكرة المضرب (الإنجليزية)
- إشا لاكاني على موقع كأس بيلي جين كينغ (الإنجليزية)
- إشا لاكاني على موقع خلاصة التنس.كوم (الإنجليزية)
- إشا لاكاني على موقع إي إس بي إن.كوم (الإنجليزية)